# 長崎縣公安委員會
長崎縣公安委員會（日语：／ Nagasakiken kō'an-i'inkai */?）是由長崎縣知事所轄，負責管理長崎縣警察的行政委員會，由3名委員組成。

## 委員
- 委員長
  - 前田一彦
- 委員
  - 坂井俊之
  - 片岡瑠美子

## 下部組織
- 長崎縣警察

## 外部連結
- 長崎県公安委員会 （页面存档备份，存于）